# رای فریمن
رای فریمن (انگلیسی: Ray Freeman؛ زادهٔ ۶ ژانویهٔ ۱۹۳۲ – ۱ مهٔ ۲۰۲۲) یک دانشمند اهل بریتانیا بود. 
وی همچنین برنده جوایزی همچون مدال پادشاهی شده بود.